# بنیدیپین
بنیدیپین (انگلیسی: Benidipine) یک مسدود کننده کانال کلسیم دی هیدروپیریدینی برای درمان فشار خون بالا (فشار خون بالا) است. این یک مسدود کننده کانال کلسیم سه گانه L-، T- و N- است. بنیدیپین محافظت کننده قلب و بازسازی است.
این دارو در سال ۱۹۸۱ ثبت اختراع شد و در سال ۱۹۹۱ برای استفاده پزشکی تأیید شد.

## دوز
بنیدیپین ۲ تا ۸ میلی‌گرم یک بار در روز تجویز می‌شود.

## فارماکولوژی
بنیدیپین یک مسدودکننده کانال کلسیم است.
همچنین مشخص شده است که بنیدیپین به عنوان یک آنتاگونیست گیرنده مینرالوکورتیکوئید یا به عنوان یک آنتی‌مینالوکورتیکوئید عمل می‌کند.